# Esmerine
Esmerine is een muziekgroep uit Montreal, Canada die eigentijdse kamermuziek speelt, maar ook een achtergrond heeft in de experimentele rock. De muziek bevat verder raakvlakken met folk, ambient, wereldmuziek en minimalistische muziek.
De band is opgericht door percussionist Bruce Cawdron en celliste Rebecca Foon. Cawdron en Foon speelden eerder samen in Set Fire to Flames, verder is Cawdron bekend van Godspeed You! Black Emperor en Foon van Thee Silver Mt. Zion Memorial Orchestra.
Op het album La Lechuza uit 2011 zijn als gastmuzikanten Patrick Watson, Sarah Neufeld en Colin Stetson te horen, het album is opgedragen aan de op 37-jarige leeftijd overleden folkzangeres Lhasa de Sela. Hun album Dalmak uit 2013 won een prestigieuze Canadese Juno Award voor beste instrumentale album van het jaar.

## Discografie
- If Only a Sweet Surrender to the Nights to Come Be True (2003), Madrona/Resonant
- Aurora (2005), Madrona
- La Lechuza (2011), Constellation
- Dalmak (2013), Constellation
- Lost Voices (2015). Constellation